# Bligny (Marna)
Bligny è un comune francese di 119 abitanti situato nel dipartimento della Marna nella regione del Grand Est.

## Monumenti e luoghi d'interesse

### Cimiteri di guerra
Vi si trova il più grande cimitero di guerra militare italiano in Francia. Su una superficie di 3,5 ettari contiene le spoglie di 3.440 soldati italiani della prima guerra mondiale. In maggioranza si tratta di militari del II Corpo d'armata italiano in Francia, comandati dal generale Albricci che si batté sulle colline di Bligny contrastando l'offensiva tedesca del luglio 1918; si trovano anche militari della Legione Garibaldina del 1914 e delle Troupes Auxiliaires Italiennes en France - T.A.I.F..

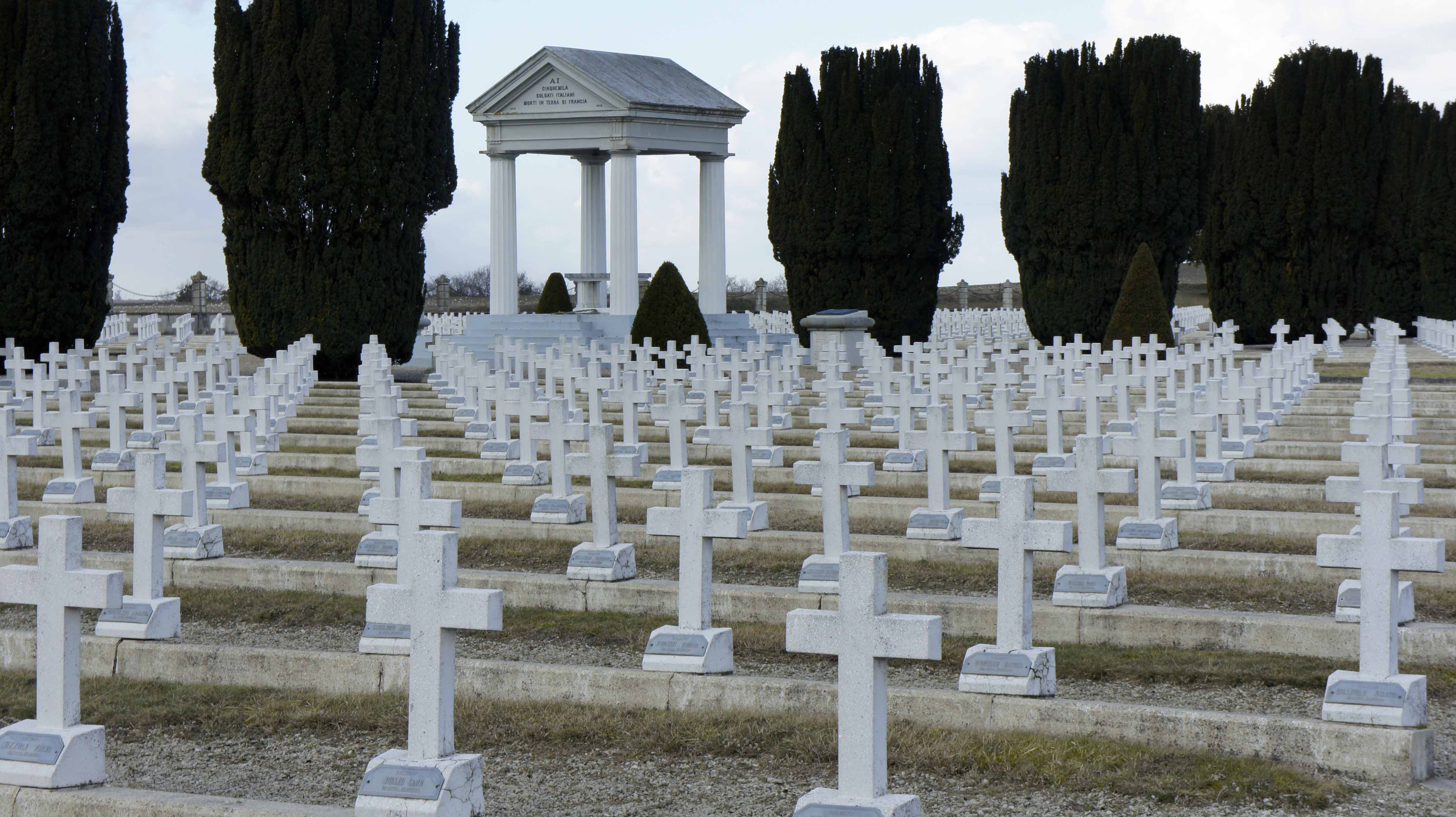

In ricordo di questo, Bligny è entrata nella toponomastica di diverse città italiane. Milano le ha dedicato un viale della circonvallazione, Torino una via del centro storico e un viale nel collinare parco della Rimembranza, Genova un piazzale in Val Bisagno, Brescia una via a nord della città,  Reggio Emilia una via nel quartiere periferico di Santa Croce.
A Savona (nel quartiere Legino) dal 1940 al 1991 ha avuto sede la Caserma Bligny, fino al 1974 con l'89º Reggimento Fanteria "Salerno" e poi con il 16º Battaglione Fanteria "Savona". Attualmente ospita il Campus della sede distaccata dell'' Università di Genova. Anche il comune di Ventimiglia ha dedicato una sua Via in ricordo di Bligny. In detta via sorgeva, fino a pochi anni or sono, la Caserma "Bligny"  sede della Scuola "Polizia di Frontiera" della Polizia di Stato. Anche il comune di Collegno ha dedicato una via in zona Borgata Paradiso.

## Società

### Evoluzione demografica
Abitanti censiti